# Jorge de Lima
Jorge Mateus de Lima (União dos Palmares, Alagoas, 23 de abril de 1893 - Río de Janeiro, 15 de noviembre de 1953) fue un escritor, traductor, pintor, político y médico brasileño. Es el autor del poema Invenção de Orfeu (Invención de Orfeo), obra fundamental de la lírica brasileña. 

## Biografía
Hijo de un comerciante, en 1902 se radicó en Maceió. En 1909 se trasladó a Salvador donde comenzó los estudios de medicina. Se recibió en Río de Janeiro en 1914. En ese mismo año publicó su primer libro, XIV Alexandrinos. 
Volvió a Maceió en 1915 donde se dedicó a la medicina, además de la literatura y de la política. En 1930, se trasladó de Alagoas a Río de Janeiro y estableció un consultorio médico en Cinelândia, que se convirtió también en atelier de pintura y de escultura, y punto de encuentro de intelectuales de la talla de Murilo Mendes, Graciliano Ramos y José Lins do Rego. Fue elegido diputado estatal en 1926, y edil en 1946. Luego de la Revolución de 1930 decidió radicarse en Río de Janeiro.
Entre 1937 y 1945 su candidatura a la Academia Brasileña de Letras fue rechazada seis veces. El crítico literario Ivan Junqueira criticó con firmeza la «imperdonable injusticia» que la Academia cometiera con el autor.
En 1952, un año antes de morir, publicó el poema épico Invenção de Orfeu, considerado una de las obras más importantes de la literatura brasileña.

## Obra

### Poesía
- XIV Alexandrinos (1914)
- O Mundo do menino impossível (1925)
- Poemas (1927)
- Novos poemas (1929)
- O acendedor de lampiões (1932)
- Tempo y eternidade (1935)
- A túnica inconsútil (1938)
- Anunciação y encontro de Mira-Celi (1943)
- Poemas negros (1947)
- Livro de sonetos (1949)
- Obra poética (1950)
- Invenção de Orfeu (1952)

### Novela
- Salomão e as mulheres (1927)
- O anjo (1934)
- Calunga (1935)
- A mulher obscura (1939)
- Guerra dentro do beco (1950)

### Ensayo
- A comédia dos erros (1923)
- Dois ensaios: Proust e Todos cantam sua Terra (1929)
- Anchieta (1934)
- História da Terra e da Humanidade (1937)
- Vida de São Francisco de Assis (1942)
- D. Vital (1945)
- Vida de Santo Antonio (1947)